# David Farragut
David Glasgow Farragut (Próximo de Farragut, 5 de julho de 1801 – Kittery, 14 de agosto de 1870); foi um oficial de bandeira da Marinha dos Estados Unidos durante a Guerra Civil Americana. Ele foi o primeiro contra-almirante, vice-almirante e almirante da Marinha dos Estados Unidos. Ele é lembrado por sua ordem na Batalha da Baía de Mobile, geralmente parafraseada como "Malditos torpedos, velocidade total" na tradição da Marinha dos Estados Unidos.

## Vida

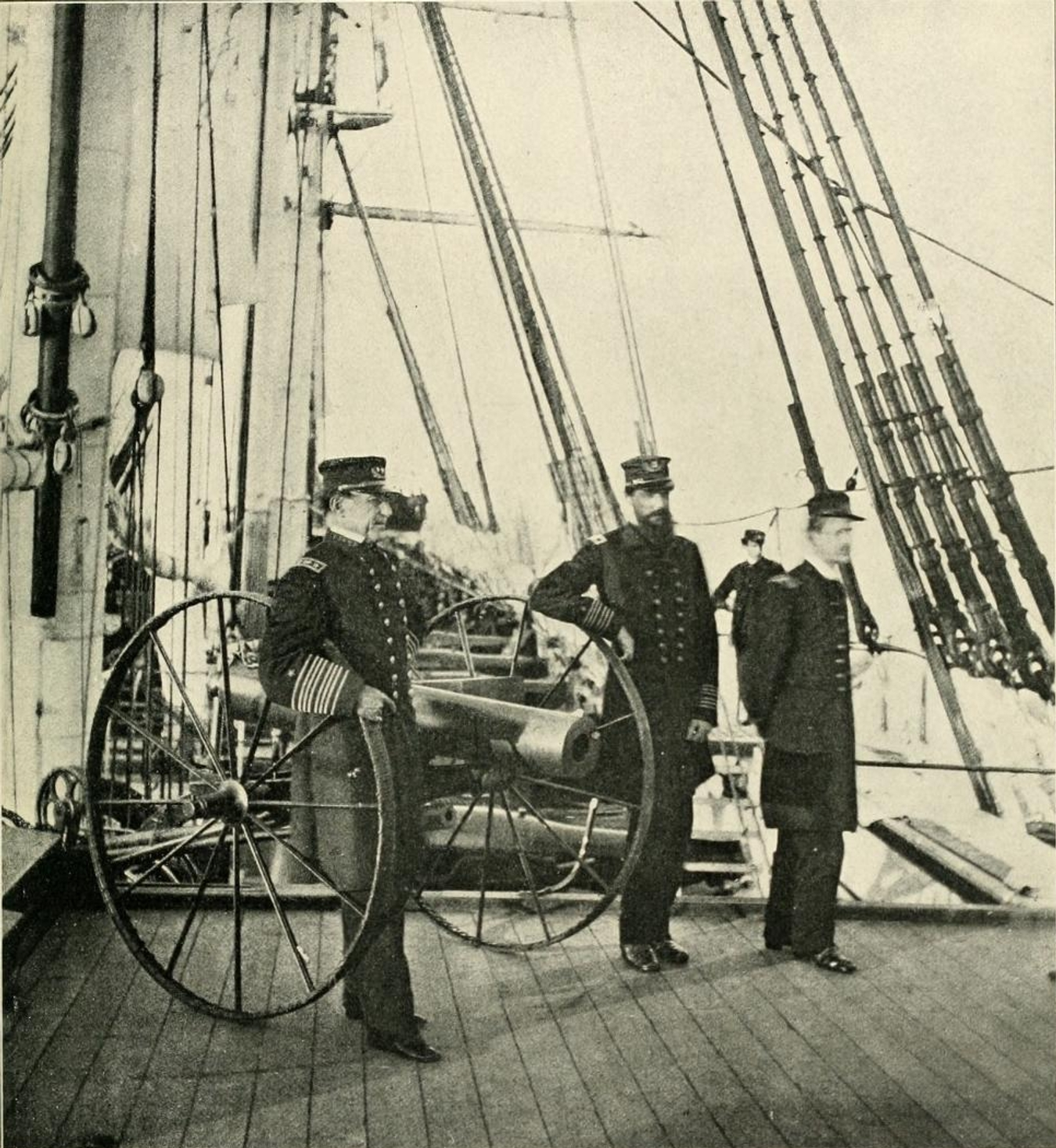
Farragut a bordo do Hartford

Nascido perto de Knoxville, Tennessee, Farragut foi criado pelo oficial naval David Porter após a morte de sua mãe. Apesar da pouca idade, Farragut serviu na Guerra de 1812 sob o comando de seu pai adotivo. Ele recebeu seu primeiro comando em 1824 e participou de operações antipirataria no Mar do Caribe. Ele serviu na Guerra Mexicano-Americana sob o comando de Matthew C. Perry, participando do bloqueio de Tuxpan. Após a guerra, ele supervisionou a construção do Estaleiro Naval da Ilha Mare, a primeira base da Marinha dos EUA estabelecida no Oceano Pacífico.
Embora Farragut residisse em Norfolk, Virgínia, antes da Guerra Civil, ele era um Unionista do Sul que se opôs fortemente à secessão do Sul e permaneceu leal à União após a eclosão da Guerra Civil. Apesar de algumas dúvidas sobre a lealdade de Farragut, Farragut foi designado o comando de um ataque à importante cidade portuária confederada de Nova Orleans. Depois de lutar pelo Fort St. Philip e Fort Jackson, Farragut capturou Nova Orleans em abril de 1862. Ele foi promovido a contra-almirante após a batalha e ajudou a estender o controle da União ao longo do rio Mississippi, participando do cerco de Port Hudson. Com a União no controle do Mississippi, Farragut liderou um ataque bem-sucedido em Mobile Bay, lar do último grande porto confederado no Golfo do México. Farragut foi promovido a almirante após o fim da Guerra Civil e permaneceu na ativa até sua morte em 1870.